# Çayıralan
Çayıralan là một huyện thuộc tỉnh Yozgat, Thổ Nhĩ Kỳ. Huyện có diện tích 1261 km² và dân số thời điểm năm 2007 là 22053 người, mật độ 17 người/km².